# Wybo Veldman
Wybo Veldman, novozelandski veslač nizozemskega rodu, * 21. oktober 1946, Padang, Indonezija.
Veldman je za Novo Zelandijo nastopil na Poletnih olimpijskih igrah 1968 v Mexico Cityju in 1972 v Münchnu, kjer je veslal v osmercu. 
Novozelandski čoln je na igrah leta 1968 končal na četrtem mestu, v Münchnu pa je osvojil zlato medaljo. Veldman je v svoji karieri osvojil 21 naslovov novozelandskega prvaka v veslanju z različnimi čolni.